# UEFA Champions League 2012-2013
La UEFA Champions League 2012-2013 è stata la 58ª edizione (la 21ª con la formula attuale) di questo torneo organizzato dall'UEFA. Il Bayern Monaco vinse per la quinta volta il trofeo battendo per 2-1 il Borussia Dortmund nella prima finale tutta tedesca della storia della competizione. Fu inoltre la quarta volta che in finale si affrontarono due squadre della stessa nazione, dopo i precedenti del 2000 (due spagnole), 2003 (due italiane), 2008 (due inglesi).
La sede della finale è stato lo Stadio di Wembley di Londra, due anni dopo la finale del 2010-2011. Come parte di un processo iniziato nell'edizione 2009-2010 della UEFA Europa League sono stati utilizzati due arbitri extra di fianco alle due porte in tutte le partite della competizione, a partire dal turno di qualificazione.
La squadra vincitrice, il Bayern Monaco, ha ottenuto anche il diritto di partecipare alla Supercoppa UEFA 2013 e alla Coppa del mondo per club FIFA 2013.

## Formula

### Compagini ammesse
A questa edizione prendono parte 76 squadre di 52 delle 53 federazioni affiliate all'UEFA (è esclusa la federazione del Liechtenstein in quanto non organizza una competizione nazionale) secondo la seguente tabella:
| Posizione della federazione in base al coefficiente UEFA 2011 | Numero di squadre partecipanti |
| ------------------------------------------------------------- | ------------------------------ |
| 1-3                                                           | 4                              |
| 4-6                                                           | 3                              |
| 7-15                                                          | 2                              |
| 16-53                                                         | 1                              |

### Sistema di qualificazione alla fase a gironi

#### Considerazioni generali
Confermato anche per questa edizione il sistema di qualificazione alla fase a gironi, basato sulle riforme introdotte dall'UEFA il 30 novembre 2007: un totale di ventidue squadre hanno accesso diretto alla fase a gironi, invece i restanti dieci posti vengono decisi tramite i preliminari. Questi ultimi vedono coinvolte le squadre campioni dei Paesi dalla 13ª posizione in giù (percorso "Campioni") e le squadre non campioni dei quindici Paesi a più alto coefficiente (percorso "Piazzate").
Poiché il Chelsea, vincitore della UEFA Champions League 2011-2012 e quindi ammesso di diritto alla nuova edizione come detentore del titolo, non è arrivato tra le prime quattro posizioni della Premier League 2011-2012 e poiché vale la conseguente regola che nessuna federazione può avere più di quattro squadre partecipanti alla fase a gironi di Champions League e ai turni di qualificazione alla stessa complessivamente, il Tottenham (classificatosi al 4º posto nel campionato inglese) ha perso la possibilità di gareggiare nella fase preliminare del torneo e ha invece ottenuto l'accesso diretto alla UEFA Europa League 2012-2013; il posto lasciato vacante dal Tottenham ai playoff "Piazzati" è stato dunque compensato tramite la promozione dal terzo turno ai play-off stessi per il club terzo classificato nel campionato nazionale del Paese con posizione 6 nel Ranking UEFA (Portogallo) e per il club secondo classificato nel campionato nazionale del Paese con posizione 7 nello stesso ranking continentale (Russia).

#### Schema dei preliminari
- Primo turno (6 squadre):
  - 6 club campioni nazionali dei Paesi con posizione 48-53.
- Secondo turno (34 squadre):
  - 3 vincitori del primo turno;
  - 31 club campioni nazionali dei Paesi con posizione 16-47 (escluso il Liechtenstein).
- Terzo turno "Campioni" (20 squadre):
  - 17 vincitori del secondo turno;
  - 3 club campioni nazionali dei Paesi con posizione 13-15.
- Terzo turno "Piazzati" (8 squadre):
  - 8 club secondi nel campionato nazionale dei Paesi con posizione 8-15.
- Play-off "Campioni" (10 squadre):
  - 10 vincitori del terzo turno "Campioni" (i 10 sconfitti accedono al turno di spareggi dell'UEFA Europa League 2012-2013).
- Play-off "Piazzati" (10 squadre):
  - 4 vincitori del terzo turno "Piazzati" (i 4 sconfitti accedono al turno di spareggi dell'UEFA Europa League 2012-2013);
  - 2 club quarti nel campionato nazionale dei Paesi con posizione 1-3, meno il Tottenham (che perde il suo posto a favore del Chelsea, vincitore della UEFA Champions League 2011-2012 e quindi ammesso di diritto alla fase a gironi di questa nuova edizione del torneo, infatti nessuna Nazione può avere più di 4 club iscritti alla competizione);
  - 3 club terzi nel campionato nazionale dei Paesi con posizione 4-6;
  - 1 club secondo nel campionato nazionale del Paese con posizione 7.

#### Schema delle squadre qualificate
- 5 vincitori dei Play-off "Campioni" (i 5 sconfitti accedono alla fase a gironi dell'UEFA Europa League 2012-2013).
- 5 vincitori dei Play-off "Piazzati" (i 5 sconfitti accedono alla fase a gironi dell'UEFA Europa League 2012-2013).
- 3 club terzi nel campionato nazionale dei Paesi con posizione 1-3.
- 6 club secondi nel campionato nazionale dei Paesi con posizione 1-6.
- 12 club campioni nazionali dei Paesi con posizione 1-12.
- il detentore della UEFA Champions League 2011-2012.

### Fase a gironi
Se due o più squadre di uno stesso gruppo si trovano a pari punti alla fine degli incontri della fase a gironi, sono applicati i seguenti criteri per stabilire la classifica del gruppo stesso:
1. Maggior numero di punti ottenuti negli scontri diretti della fase a gironi (classifica avulsa);
2. Migliore differenza reti ottenuta negli scontri diretti della fase a gironi (classifica avulsa);
3. Maggior numero di reti segnate complessivamente durante gli scontri diretti della fase a gironi (classifica avulsa);
4. Maggior numero di reti segnate in trasferta durante gli scontri diretti della fase a gironi (classifica avulsa);
5. In caso di più squadre a pari punti, se utilizzando i criteri dall'1 al 4 due squadre sono ancora pari, questi criteri vengono riutilizzati considerando i soli incontri fra queste due;
6. Miglior differenza reti complessiva, considerando tutte le partite giocate nella fase a gironi;
7. Maggior numero di reti segnate complessivamente, considerando tutte le partite della fase a gironi;
8. Miglior coefficiente UEFA di luglio 2012.

Accederanno agli ottavi di finale le 16 squadre che concluderanno questa fase prime o seconde nel rispettivo gruppo. Le squadre classificatesi terze accederanno ai sedicesimi di finale dell'UEFA Europa League 2012-2013.

### Fase a eliminazione diretta
Gli ottavi di finale, i quarti di finale e le semifinali si disputano con gare di andata e ritorno mentre la finale si disputa con partita unica. Tutti gli accoppiamenti del tabellone sono sorteggiati.

## Date
| Fase                        | Turno            | Sorteggio               | Andata                      | Ritorno                |
| --------------------------- | ---------------- | ----------------------- | --------------------------- | ---------------------- |
| Qualificazioni              | Primo turno      | 25 giugno 2012 (Nyon)   | 3-4 luglio 2012             | 10-11 luglio 2012      |
| Qualificazioni              | Secondo turno    | 25 giugno 2012 (Nyon)   | 17-18 luglio 2012           | 24-25 luglio 2012      |
| Qualificazioni              | Terzo turno      | 20 luglio 2012 (Nyon)   | 31 luglio-1º agosto 2012    | 7-8 agosto 2012        |
| Qualificazioni              | Play-off         | 10 agosto 2012 (Nyon)   | 21-22 agosto 2012           | 28-29 agosto 2012      |
| Fase a gironi               | Prima giornata   | 30 agosto 2012 (Monaco) | 18-19 settembre 2012        | 18-19 settembre 2012   |
| Fase a gironi               | Seconda giornata | 30 agosto 2012 (Monaco) | 2-3 ottobre 2012            | 2-3 ottobre 2012       |
| Fase a gironi               | Terza giornata   | 30 agosto 2012 (Monaco) | 23-24 ottobre 2012          | 23-24 ottobre 2012     |
| Fase a gironi               | Quarta giornata  | 30 agosto 2012 (Monaco) | 6-7 novembre 2012           | 6-7 novembre 2012      |
| Fase a gironi               | Quinta giornata  | 30 agosto 2012 (Monaco) | 20-21 novembre 2012         | 20-21 novembre 2012    |
| Fase a gironi               | Sesta giornata   | 30 agosto 2012 (Monaco) | 4-5 dicembre 2012           | 4-5 dicembre 2012      |
| Fase a eliminazione diretta | Ottavi di finale | 20 dicembre 2012 (Nyon) | 12-13 e 19-20 febbraio 2013 | 5-6 e 12-13 marzo 2013 |
| Fase a eliminazione diretta | Quarti di finale | 15 marzo 2013 (Nyon)    | 2-3 aprile 2013             | 9-10 aprile 2013       |
| Fase a eliminazione diretta | Semifinali       | 12 aprile 2013 (Nyon)   | 23-24 aprile 2013           | 30-1º maggio 2013      |
| Fase a eliminazione diretta | Finale           | 12 aprile 2013 (Nyon)   | 25 maggio 2013              | 25 maggio 2013         |

## Squadre partecipanti
I club sono stati ordinati in base al loro coefficiente UEFA. Accanto ad ogni club è riportata la posizione in classifica nei loro rispettivi campionati.

(*) Campione in carica.
| Fase a gironi              | Fase a gironi            | Fase a gironi            | Fase a gironi          |          |
| -------------------------- | ------------------------ | ------------------------ | ---------------------- | -------- |
| Chelsea* (det.)            | Manchester City (1º)     | Manchester Utd (2º)      | Arsenal (3º)           |          |
| Real Madrid (1º)           | Barcellona (2º)          | Valencia (3º)            | Borussia Dortmund (1º) |          |
| Bayern Monaco (2º)         | Schalke 04 (3º)          | Juventus (1ª)            | Milan (2º)             |          |
| Montpellier (1º)           | Paris Saint-Germain (2º) | Porto (1º)               | Benfica (2º)           |          |
| Zenit San Pietroburgo (1º) | Šachtar (1º)             | Ajax (1º)                | Galatasaray (1º)       |          |
| Olympiacos (1º)            | Nordsjælland (1º)        |                          |                        |          |
| Play-off                   |                          |                          |                        |          |
| Campioni                   | Piazzati                 | Piazzati                 | Piazzati               |          |
|                            | Malaga (4º)              | Borussia M'gladbach (4ª) | Udinese (3ª)           |          |
| Lilla (3º)                 | Braga (3º)               | Spartak Mosca (2º)       |                        |          |
| Terzo turno                |                          |                          |                        |          |
| Campioni                   | Piazzati                 | Piazzati                 | Piazzati               | Piazzati |
| Anderlecht (1º)            | Feyenoord (2º)           | Panathīnaïkos (P-1º)     | Fenerbahçe (2º)        |          |
| CFR Cluj (1º)              | Copenaghen (2º)          | Dinamo Kiev (2º)         | Motherwell (2º)        |          |
| Celtic (1º)                | Club Bruges (2º)         | Vaslui (2º)              |                        |          |
| Secondo turno              |                          |                          |                        |          |
| Basilea (1º)               | Ironi K. Shmona (1º)     | Slovan Liberec (1º)      | Salisburgo (1º)        |          |
| AEL Limassol (1º)          | Ludogorec (1º)           | Dinamo Zagabria (1º)     | BATĖ Borisov (1º)      |          |
| Śląsk Breslavia (1º)       | Žilina (1º)              | Molde (1º)               | Partizan (1º)          |          |
| Helsingborg (1º)           | Željezničar (1º)         | HJK (1º)                 | Shamrock Rovers (1º)   |          |
| Debrecen (1º)              | Sheriff Tiraspol (1º)    | Ekranas (1º)             | Ventspils (1º)         |          |
| Zest'aponi (1º)            | Neftçi Baku (1º)         | Maribor (1º)             | Vardar (1º)            |          |
| KR Reykjavík (1º)          | Shahter Qaraǵandy (1º)   | Budućnost (1º)           | Skënderbeu (1º)        |          |
| Flora Tallinn (1º)         | The New Saints (1º)      | Ulisses (1º)             |                        |          |
| Primo turno                |                          |                          |                        |          |
| Valletta (1º)              | Linfield (1º)            | B36 Tórshavn (1º)        | F91 Dudelange (1º)     |          |
| Lusitans (1º)              | Tre Penne (1º)           |                          |                        |          |

## Risultati

### Qualificazioni

#### Primo turno
| Squadra 1     | Totale          | Squadra 2    | Andata | Ritorno |
| ------------- | --------------- | ------------ | ------ | ------- |
| F91 Dudelange | 11 - 0          | Tre Penne    | 7 - 0  | 4 - 0   |
| Valletta      | 9 - 0           | Lusitans     | 8 - 0  | 1 - 0   |
| Linfield      | 0 - 0 (4-3 dtr) | B36 Tórshavn | 0 - 0  | 0 - 0   |

#### Secondo turno
| Squadra 1       | Totale      | Squadra 2         | Andata | Ritorno     |
| --------------- | ----------- | ----------------- | ------ | ----------- |
| Skënderbeu      | 1 - 3       | Debrecen          | 1 - 0  | 0 - 3       |
| Maribor         | 6 - 2       | Željezničar       | 4 - 1  | 2 - 1       |
| Žilina          | 1 - 2       | Ironi K. Shmona   | 1 - 0  | 0 - 2       |
| BATĖ Borisov    | 3 - 2       | Vardar            | 3 - 2  | 0 - 0       |
| AEL Limassol    | 3 - 0       | Linfield          | 3 - 0  | 0 - 0       |
| Shamrock Rovers | 1 - 2       | Ekranas           | 0 - 0  | 1 - 2       |
| Flora Tallinn   | 0 - 5       | Basilea           | 0 - 2  | 0 - 3       |
| The New Saints  | 0 - 3       | Helsingborg       | 0 - 0  | 0 - 3       |
| HJK             | 9 - 1       | KR Reykjavík      | 7 - 0  | 2 - 1       |
| Molde           | 4 - 1       | Ventspils         | 3 - 0  | 1 - 1       |
| F91 Dudelange   | 4 - 4 (gfc) | Salisburgo        | 1 - 0  | 3 - 4       |
| Slovan Liberec  | 2 - 1       | Shahter Qaraǵandy | 1 - 0  | 1 - 1 (dts) |
| Ludogorec       | 3 - 4       | Dinamo Zagabria   | 1 - 1  | 2 - 3       |
| Neftçi Baku     | 5 - 2       | Zest'aponi        | 3 - 0  | 2 - 2       |
| Ulisses         | 0 - 2       | Sheriff Tiraspol  | 0 - 1  | 0 - 1       |
| Valletta        | 2 - 7       | Partizan          | 1 - 4  | 1 - 3       |
| Budućnost       | 1 - 2       | Śląsk Breslavia   | 0 - 2  | 1 - 0       |

#### Terzo turno

##### Campioni
| Squadra 1        | Totale | Squadra 2       | Andata | Ritorno |
| ---------------- | ------ | --------------- | ------ | ------- |
| Maribor          | 5 - 1  | F91 Dudelange   | 4 - 1  | 1 - 0   |
| BATĖ Borisov     | 3 - 1  | Debrecen        | 1 - 1  | 2 - 0   |
| CFR Cluj         | 3 - 1  | Slovan Liberec  | 1 - 0  | 2 - 1   |
| Anderlecht       | 11 - 0 | Ekranas         | 5 - 0  | 6 - 0   |
| Śląsk Breslavia  | 1 - 6  | Helsingborg     | 0 - 3  | 1 - 3   |
| Sheriff Tiraspol | 0 - 5  | Dinamo Zagabria | 0 - 1  | 0 - 4   |
| Celtic           | 4 - 1  | HJK             | 2 - 1  | 2 - 0   |
| Molde            | 1 - 2  | Basilea         | 0 - 1  | 1 - 1   |
| Ironi K. Shmona  | 6 - 2  | Neftçi Baku     | 4 - 0  | 2 - 2   |
| AEL Limassol     | 2 - 0  | Partizan        | 1 - 0  | 1 - 0   |

##### Piazzati
| Squadra 1   | Totale | Squadra 2     | Andata | Ritorno |
| ----------- | ------ | ------------- | ------ | ------- |
| Fenerbahçe  | 5 - 2  | Vaslui        | 1 - 1  | 4 - 1   |
| Motherwell  | 0 - 5  | Panathīnaïkos | 0 - 2  | 0 - 3   |
| Copenaghen  | 3 - 2  | Club Bruges   | 0 - 0  | 3 - 2   |
| Dinamo Kiev | 3 - 1  | Feyenoord     | 2 - 1  | 1 - 0   |

#### Spareggi

##### Campioni
| Squadra 1       | Totale | Squadra 2       | Andata | Ritorno |
| --------------- | ------ | --------------- | ------ | ------- |
| Basilea         | 1 - 3  | CFR Cluj        | 1 - 2  | 0 - 1   |
| Helsingborg     | 0 - 4  | Celtic          | 0 - 2  | 0 - 2   |
| BATĖ Borisov    | 3 - 1  | Ironi K. Shmona | 2 - 0  | 1 - 1   |
| AEL Limassol    | 2 - 3  | Anderlecht      | 2 - 1  | 0 - 2   |
| Dinamo Zagabria | 3 - 1  | Maribor         | 2 - 1  | 1 - 0   |

##### Piazzati
| Squadra 1           | Totale          | Squadra 2     | Andata | Ritorno     |
| ------------------- | --------------- | ------------- | ------ | ----------- |
| Braga               | 2 - 2 (5-4 dtr) | Udinese       | 1 - 1  | 1 - 1       |
| Spartak Mosca       | 3 - 2           | Fenerbahçe    | 2 - 1  | 1 - 1       |
| Malaga              | 2 - 0           | Panathīnaïkos | 2 - 0  | 0 - 0       |
| Borussia M'gladbach | 3 - 4           | Dinamo Kiev   | 1 - 3  | 2 - 1       |
| Copenaghen          | 1 - 2           | Lilla         | 1 - 0  | 0 - 2 (dts) |

### Fase a gironi

#### Sorteggio
Per stabilire la composizione degli otto gruppi, le squadre qualificate saranno suddivise in quattro fasce in base al ranking UEFA 2012.
Il sorteggio, che si è svolto a Monaco il 30 agosto 2012, prevedeva che ogni gruppo fosse formato da una testa di serie più altre tre squadre ciascuna appartenente a una fascia diversa (comunque non potevano essere sorteggiate nello stesso gruppo squadre provenienti dalla medesima nazione).
| Gruppo | 1°fascia       | 2°fascia              | 3°fascia            | 4°fascia          |
| ------ | -------------- | --------------------- | ------------------- | ----------------- |
| A      | Porto          | Dinamo Kiev           | Paris Saint-Germain | Dinamo Zagabria   |
| B      | Arsenal        | Schalke 04            | Olympiacos          | Montpellier       |
| C      | Milan          | Zenit San Pietroburgo | Anderlecht          | Malaga            |
| D      | Real Madrid    | Manchester City       | Ajax                | Borussia Dortmund |
| E      | Chelsea        | Šachtar               | Juventus            | Nordsjælland      |
| F      | Bayern Monaco  | Valencia              | Lilla               | BATĖ Borisov      |
| G      | Barcellona     | Benfica               | Spartak Mosca       | Celtic            |
| H      | Manchester Utd | Braga                 | Galatasaray         | CFR Cluj          |

##### Gruppo A
| Squadra             | Pt | G | V | N | P | GF | GS | DG  |
| ------------------- | -- | - | - | - | - | -- | -- | --- |
| Paris Saint-Germain | 15 | 6 | 5 | 0 | 1 | 14 | 3  | +11 |
| Porto               | 13 | 6 | 4 | 1 | 1 | 10 | 4  | +6  |
| Dinamo Kiev         | 5  | 6 | 1 | 2 | 3 | 6  | 10 | -4  |
| Dinamo Zagabria     | 1  | 6 | 0 | 1 | 5 | 1  | 14 | -13 |

| Squadra 1           | Risultato   | Squadra 2           |
| 1ª giornata         | 1ª giornata | 1ª giornata         |
| ------------------- | ----------- | ------------------- |
| Dinamo Zagabria     | 0 - 2       | Porto               |
| Paris Saint-Germain | 4 - 1       | Dinamo Kiev         |
| 2ª giornata         |             |                     |
| Dinamo Kiev         | 2 - 0       | Dinamo Zagabria     |
| Porto               | 1 - 0       | Paris Saint-Germain |
| 3ª giornata         |             |                     |
| Dinamo Zagabria     | 0 - 2       | Paris Saint-Germain |
| Porto               | 3 - 2       | Dinamo Kiev         |
| 4ª giornata         |             |                     |
| Dinamo Kiev         | 0 - 0       | Porto               |
| Paris Saint-Germain | 4 - 0       | Dinamo Zagabria     |
| 5ª giornata         |             |                     |
| Dinamo Kiev         | 0 - 2       | Paris Saint-Germain |
| Porto               | 3 - 0       | Dinamo Zagabria     |
| 6ª giornata         |             |                     |
| Dinamo Zagabria     | 1 - 1       | Dinamo Kiev         |
| Paris Saint-Germain | 2 - 1       | Porto               |

##### Gruppo B
| Squadra     | Pt | G | V | N | P | GF | GS | DG |
| ----------- | -- | - | - | - | - | -- | -- | -- |
| Schalke 04  | 12 | 6 | 3 | 3 | 0 | 10 | 6  | +4 |
| Arsenal     | 10 | 6 | 3 | 1 | 2 | 10 | 8  | +2 |
| Olympiacos  | 9  | 6 | 3 | 0 | 3 | 9  | 9  | 0  |
| Montpellier | 2  | 6 | 0 | 2 | 4 | 6  | 12 | -6 |

| Squadra 1   | Risultato   | Squadra 2   |
| 1ª giornata | 1ª giornata | 1ª giornata |
| ----------- | ----------- | ----------- |
| Montpellier | 1 - 2       | Arsenal     |
| Olympiacos  | 1 - 2       | Schalke 04  |
| 2ª giornata |             |             |
| Arsenal     | 3 - 1       | Olympiacos  |
| Schalke 04  | 2 - 2       | Montpellier |
| 3ª giornata |             |             |
| Arsenal     | 0 - 2       | Schalke 04  |
| Montpellier | 1 - 2       | Olympiacos  |
| 4ª giornata |             |             |
| Olympiacos  | 3 - 1       | Montpellier |
| Schalke 04  | 2 - 2       | Arsenal     |
| 5ª giornata |             |             |
| Arsenal     | 2 - 0       | Montpellier |
| Schalke 04  | 1 - 0       | Olympiacos  |
| 6ª giornata |             |             |
| Montpellier | 1 - 1       | Schalke 04  |
| Olympiacos  | 2 - 1       | Arsenal     |

##### Gruppo C
| Squadra               | Pt | G | V | N | P | GF | GS | DG |
| --------------------- | -- | - | - | - | - | -- | -- | -- |
| Malaga                | 12 | 6 | 3 | 3 | 0 | 12 | 5  | +7 |
| Milan                 | 8  | 6 | 2 | 2 | 2 | 7  | 6  | +1 |
| Zenit San Pietroburgo | 7  | 6 | 2 | 1 | 3 | 6  | 9  | -3 |
| Anderlecht            | 5  | 6 | 1 | 2 | 3 | 4  | 9  | -5 |

| Squadra 1             | Risultato   | Squadra 2             |
| 1ª giornata           | 1ª giornata | 1ª giornata           |
| --------------------- | ----------- | --------------------- |
| Malaga                | 3 - 0       | Zenit San Pietroburgo |
| Milan                 | 0 - 0       | Anderlecht            |
| 2ª giornata           |             |                       |
| Anderlecht            | 0 - 3       | Malaga                |
| Zenit San Pietroburgo | 2 - 3       | Milan                 |
| 3ª giornata           |             |                       |
| Malaga                | 1 - 0       | Milan                 |
| Zenit San Pietroburgo | 1 - 0       | Anderlecht            |
| 4ª giornata           |             |                       |
| Anderlecht            | 1 - 0       | Zenit San Pietroburgo |
| Milan                 | 1 - 1       | Malaga                |
| 5ª giornata           |             |                       |
| Anderlecht            | 1 - 3       | Milan                 |
| Zenit San Pietroburgo | 2 - 2       | Malaga                |
| 6ª giornata           |             |                       |
| Malaga                | 2 - 2       | Anderlecht            |
| Milan                 | 0 - 1       | Zenit San Pietroburgo |

##### Gruppo D
| Squadra           | Pt | G | V | N | P | GF | GS | DG |
| ----------------- | -- | - | - | - | - | -- | -- | -- |
| Borussia Dortmund | 14 | 6 | 4 | 2 | 0 | 11 | 5  | +6 |
| Real Madrid       | 11 | 6 | 3 | 2 | 1 | 15 | 9  | +6 |
| Ajax              | 4  | 6 | 1 | 1 | 4 | 8  | 16 | -8 |
| Manchester City   | 3  | 6 | 0 | 3 | 3 | 7  | 11 | -4 |

| Squadra 1         | Risultato   | Squadra 2         |
| 1ª giornata       | 1ª giornata | 1ª giornata       |
| ----------------- | ----------- | ----------------- |
| Borussia Dortmund | 1 - 0       | Ajax              |
| Real Madrid       | 3 - 2       | Manchester City   |
| 2ª giornata       |             |                   |
| Ajax              | 1 - 4       | Real Madrid       |
| Manchester City   | 1 - 1       | Borussia Dortmund |
| 3ª giornata       |             |                   |
| Ajax              | 3 - 1       | Manchester City   |
| Borussia Dortmund | 2 - 1       | Real Madrid       |
| 4ª giornata       |             |                   |
| Manchester City   | 2 - 2       | Ajax              |
| Real Madrid       | 2 - 2       | Borussia Dortmund |
| 5ª giornata       |             |                   |
| Ajax              | 1 - 4       | Borussia Dortmund |
| Manchester City   | 1 - 1       | Real Madrid       |
| 6ª giornata       |             |                   |
| Borussia Dortmund | 1 - 0       | Manchester City   |
| Real Madrid       | 4 - 1       | Ajax              |

##### Gruppo E
| Squadra      | Pt | G | V | N | P | GF | GS | DG  |
| ------------ | -- | - | - | - | - | -- | -- | --- |
| Juventus     | 12 | 6 | 3 | 3 | 0 | 12 | 4  | +8  |
| Šachtar      | 10 | 6 | 3 | 1 | 2 | 12 | 8  | +4  |
| Chelsea      | 10 | 6 | 3 | 1 | 2 | 16 | 10 | +6  |
| Nordsjælland | 1  | 6 | 0 | 1 | 5 | 4  | 22 | -18 |

| Squadra 1    | Risultato   | Squadra 2    |
| 1ª giornata  | 1ª giornata | 1ª giornata  |
| ------------ | ----------- | ------------ |
| Chelsea      | 2 - 2       | Juventus     |
| Šachtar      | 2 - 0       | Nordsjælland |
| 2ª giornata  |             |              |
| Juventus     | 1 - 1       | Šachtar      |
| Nordsjælland | 0 - 4       | Chelsea      |
| 3ª giornata  |             |              |
| Nordsjælland | 1 - 1       | Juventus     |
| Šachtar      | 2 - 1       | Chelsea      |
| 4ª giornata  |             |              |
| Chelsea      | 3 - 2       | Šachtar      |
| Juventus     | 4 - 0       | Nordsjælland |
| 5ª giornata  |             |              |
| Juventus     | 3 - 0       | Chelsea      |
| Nordsjælland | 2 - 5       | Šachtar      |
| 6ª giornata  |             |              |
| Chelsea      | 6 - 1       | Nordsjælland |
| Šachtar      | 0 - 1       | Juventus     |

##### Gruppo F
| Squadra       | Pt | G | V | N | P | GF | GS | DG |
| ------------- | -- | - | - | - | - | -- | -- | -- |
| Bayern Monaco | 13 | 6 | 4 | 1 | 1 | 15 | 7  | +8 |
| Valencia      | 13 | 6 | 4 | 1 | 1 | 12 | 5  | +7 |
| BATĖ Borisov  | 6  | 6 | 2 | 0 | 4 | 9  | 15 | -6 |
| Lilla         | 3  | 6 | 1 | 0 | 5 | 4  | 13 | -9 |

| Squadra 1     | Risultato   | Squadra 2     |
| 1ª giornata   | 1ª giornata | 1ª giornata   |
| ------------- | ----------- | ------------- |
| Bayern Monaco | 2 - 1       | Valencia      |
| Lilla         | 1 - 3       | BATĖ Borisov  |
| 2ª giornata   |             |               |
| BATĖ Borisov  | 3 - 1       | Bayern Monaco |
| Valencia      | 2 - 0       | Lilla         |
| 3ª giornata   |             |               |
| BATĖ Borisov  | 0 - 3       | Valencia      |
| Lilla         | 0 - 1       | Bayern Monaco |
| 4ª giornata   |             |               |
| Bayern Monaco | 6 - 1       | Lilla         |
| Valencia      | 4 - 2       | BATĖ Borisov  |
| 5ª giornata   |             |               |
| BATĖ Borisov  | 0 - 2       | Lilla         |
| Valencia      | 1 - 1       | Bayern Monaco |
| 6ª giornata   |             |               |
| Bayern Monaco | 4 - 1       | BATĖ Borisov  |
| Lilla         | 0 - 1       | Valencia      |

##### Gruppo G
| Squadra       | Pt | G | V | N | P | GF | GS | DG |
| ------------- | -- | - | - | - | - | -- | -- | -- |
| Barcellona    | 13 | 6 | 4 | 1 | 1 | 11 | 5  | +6 |
| Celtic        | 10 | 6 | 3 | 1 | 2 | 9  | 8  | +1 |
| Benfica       | 8  | 6 | 2 | 2 | 2 | 5  | 5  | 0  |
| Spartak Mosca | 3  | 6 | 1 | 0 | 5 | 7  | 14 | -7 |

| Squadra 1     | Risultato   | Squadra 2     |
| 1ª giornata   | 1ª giornata | 1ª giornata   |
| ------------- | ----------- | ------------- |
| Barcellona    | 3 - 2       | Spartak Mosca |
| Celtic        | 0 - 0       | Benfica       |
| 2ª giornata   |             |               |
| Benfica       | 0 - 2       | Barcellona    |
| Spartak Mosca | 2 - 3       | Celtic        |
| 3ª giornata   |             |               |
| Barcellona    | 2 - 1       | Celtic        |
| Spartak Mosca | 2 - 1       | Benfica       |
| 4ª giornata   |             |               |
| Benfica       | 2 - 0       | Spartak Mosca |
| Celtic        | 2 - 1       | Barcellona    |
| 5ª giornata   |             |               |
| Benfica       | 2 - 1       | Celtic        |
| Spartak Mosca | 0 - 3       | Barcellona    |
| 6ª giornata   |             |               |
| Barcellona    | 0 - 0       | Benfica       |
| Celtic        | 2 - 1       | Spartak Mosca |

##### Gruppo H
| Squadra        | Pt | G | V | N | P | GF | GS | DG |
| -------------- | -- | - | - | - | - | -- | -- | -- |
| Manchester Utd | 12 | 6 | 4 | 0 | 2 | 9  | 6  | +3 |
| Galatasaray    | 10 | 6 | 3 | 1 | 2 | 7  | 6  | +1 |
| CFR Cluj       | 10 | 6 | 3 | 1 | 2 | 9  | 7  | +2 |
| Braga          | 3  | 6 | 1 | 0 | 5 | 7  | 13 | -6 |

| Squadra 1      | Risultato   | Squadra 2      |
| 1ª giornata    | 1ª giornata | 1ª giornata    |
| -------------- | ----------- | -------------- |
| Braga          | 0 - 2       | CFR Cluj       |
| Manchester Utd | 1 - 0       | Galatasaray    |
| 2ª giornata    |             |                |
| CFR Cluj       | 1 - 2       | Manchester Utd |
| Galatasaray    | 0 - 2       | Braga          |
| 3ª giornata    |             |                |
| Galatasaray    | 1 - 1       | CFR Cluj       |
| Manchester Utd | 3 - 2       | Braga          |
| 4ª giornata    |             |                |
| Braga          | 1 - 3       | Manchester Utd |
| CFR Cluj       | 1 - 3       | Galatasaray    |
| 5ª giornata    |             |                |
| CFR Cluj       | 3 - 1       | Braga          |
| Galatasaray    | 1 - 0       | Manchester Utd |
| 6ª giornata    |             |                |
| Braga          | 1 - 2       | Galatasaray    |
| Manchester Utd | 0 - 1       | CFR Cluj       |

### Fase a eliminazione diretta

#### Tabellone
|  | Ottavi di finale    | Ottavi di finale  | Ottavi di finale | Ottavi di finale |   |                     | Quarti di finale | Quarti di finale | Quarti di finale | Quarti di finale |  |                   | Semifinali | Semifinali | Semifinali | Semifinali |                   |   | Finale | Finale |
|  |                     |                   |                  |                  |   |                     |                  |                  |                  |                  |  |                   |            |            |            |            |                   |   |        |        |
|  | Porto               | 1                 | 0                | 1                |   |                     |                  |                  |                  |                  |  |                   |            |            |            |            |                   |   |        |        |
|  | Malaga              | 0                 | 2                | 2                |   |                     |                  |                  |                  |                  |  |                   |            |            |            |            |                   |   |        |        |
|  | Malaga              | 0                 | 2                | 2                |   | Malaga              | 0                | 2                | 2                |                  |  |                   |            |            |            |            |                   |   |        |        |
|  |                     |                   |                  |                  |   | Malaga              | 0                | 2                | 2                |                  |  |                   |            |            |            |            |                   |   |        |        |
|  |                     | Borussia Dortmund | 0                | 3                | 3 |                     |                  |                  |                  |                  |  |                   |            |            |            |            |                   |   |        |        |
|  | Šachtar             | Borussia Dortmund | 0                | 3                | 3 | 2                   | 0                | 2                |                  |                  |  |                   |            |            |            |            |                   |   |        |        |
|  | Šachtar             |                   |                  |                  |   | 2                   | 0                | 2                |                  |                  |  |                   |            |            |            |            |                   |   |        |        |
|  | Borussia Dortmund   | 2                 | 3                | 5                |   |                     |                  |                  |                  |                  |  |                   |            |            |            |            |                   |   |        |        |
|  | Borussia Dortmund   | 2                 | 3                | 5                |   |                     |                  |                  |                  |                  |  | Borussia Dortmund | 4          | 0          | 4          |            |                   |   |        |        |
|  |                     |                   |                  |                  |   |                     |                  |                  |                  |                  |  | Borussia Dortmund | 4          | 0          | 4          |            |                   |   |        |        |
|  |                     | Real Madrid       | 1                | 2                | 3 |                     |                  |                  |                  |                  |  |                   |            |            |            |            |                   |   |        |        |
|  | Real Madrid         | Real Madrid       | 1                | 2                | 3 | 1                   | 2                | 3                |                  |                  |  |                   |            |            |            |            |                   |   |        |        |
|  | Real Madrid         |                   |                  |                  |   | 1                   | 2                | 3                |                  |                  |  |                   |            |            |            |            |                   |   |        |        |
|  | Manchester Utd      | 1                 | 1                | 2                |   |                     |                  |                  |                  |                  |  |                   |            |            |            |            |                   |   |        |        |
|  | Manchester Utd      | 1                 | 1                | 2                |   | Real Madrid         | 3                | 2                | 5                |                  |  |                   |            |            |            |            |                   |   |        |        |
|  |                     |                   |                  |                  |   | Real Madrid         | 3                | 2                | 5                |                  |  |                   |            |            |            |            |                   |   |        |        |
|  |                     | Galatasaray       | 0                | 3                | 3 |                     |                  |                  |                  |                  |  |                   |            |            |            |            |                   |   |        |        |
|  | Galatasaray         | Galatasaray       | 0                | 3                | 3 | 1                   | 3                | 4                |                  |                  |  |                   |            |            |            |            |                   |   |        |        |
|  | Galatasaray         |                   |                  |                  |   | 1                   | 3                | 4                |                  |                  |  |                   |            |            |            |            |                   |   |        |        |
|  | Schalke 04          | 1                 | 2                | 3                |   |                     |                  |                  |                  |                  |  |                   |            |            |            |            |                   |   |        |        |
|  | Schalke 04          | 1                 | 2                | 3                |   |                     |                  |                  |                  |                  |  |                   |            |            |            |            | Borussia Dortmund | 1 |        |        |
|  |                     |                   |                  |                  |   |                     |                  |                  |                  |                  |  |                   |            |            |            |            |                   | 1 |        |        |
|  |                     | Bayern Monaco     | 2                |                  |   |                     |                  |                  |                  |                  |  |                   |            |            |            |            |                   |   |        |        |
|  | Valencia            | Bayern Monaco     | 2                | 1                | 1 | 2                   |                  |                  |                  |                  |  |                   |            |            |            |            |                   |   |        |        |
|  | Valencia            |                   |                  | 1                | 1 | 2                   |                  |                  |                  |                  |  |                   |            |            |            |            |                   |   |        |        |
|  | Paris Saint-Germain | 2                 | 1                | 3                |   |                     |                  |                  |                  |                  |  |                   |            |            |            |            |                   |   |        |        |
|  | Paris Saint-Germain | 2                 | 1                | 3                |   | Paris Saint-Germain | 2                | 1                | 3                |                  |  |                   |            |            |            |            |                   |   |        |        |
|  |                     |                   |                  |                  |   | Paris Saint-Germain | 2                | 1                | 3                |                  |  |                   |            |            |            |            |                   |   |        |        |
|  |                     | Barcellona (gfc)  | 2                | 1                | 3 |                     |                  |                  |                  |                  |  |                   |            |            |            |            |                   |   |        |        |
|  | Milan               | Barcellona (gfc)  | 2                | 1                | 3 | 2                   | 0                | 2                |                  |                  |  |                   |            |            |            |            |                   |   |        |        |
|  | Milan               |                   |                  |                  |   | 2                   | 0                | 2                |                  |                  |  |                   |            |            |            |            |                   |   |        |        |
|  | Barcellona          | 0                 | 4                | 4                |   |                     |                  |                  |                  |                  |  |                   |            |            |            |            |                   |   |        |        |
|  | Barcellona          | 0                 | 4                | 4                |   |                     |                  |                  |                  |                  |  | Bayern Monaco     | 4          | 3          | 7          |            |                   |   |        |        |
|  |                     |                   |                  |                  |   |                     |                  |                  |                  |                  |  | Bayern Monaco     | 4          | 3          | 7          |            |                   |   |        |        |
|  |                     | Barcellona        | 0                | 0                | 0 |                     |                  |                  |                  |                  |  |                   |            |            |            |            |                   |   |        |        |
|  | Arsenal             | Barcellona        | 0                | 0                | 0 | 1                   | 2                | 3                |                  |                  |  |                   |            |            |            |            |                   |   |        |        |
|  | Arsenal             |                   |                  |                  |   | 1                   | 2                | 3                |                  |                  |  |                   |            |            |            |            |                   |   |        |        |
|  | Bayern Monaco (gfc) | 3                 | 0                | 3                |   |                     |                  |                  |                  |                  |  |                   |            |            |            |            |                   |   |        |        |
|  | Bayern Monaco (gfc) | 3                 | 0                | 3                |   | Bayern Monaco       | 2                | 2                | 4                |                  |  |                   |            |            |            |            |                   |   |        |        |
|  |                     |                   |                  |                  |   | Bayern Monaco       | 2                | 2                | 4                |                  |  |                   |            |            |            |            |                   |   |        |        |
|  |                     | Juventus          | 0                | 0                | 0 |                     |                  |                  |                  |                  |  |                   |            |            |            |            |                   |   |        |        |
|  | Celtic              | Juventus          | 0                | 0                | 0 | 0                   | 0                | 0                |                  |                  |  |                   |            |            |            |            |                   |   |        |        |
|  | Celtic              |                   |                  |                  |   | 0                   | 0                | 0                |                  |                  |  |                   |            |            |            |            |                   |   |        |        |
|  | Juventus            | 3                 | 2                | 5                |   |                     |                  |                  |                  |                  |  |                   |            |            |            |            |                   |   |        |        |

#### Ottavi di finale

##### Sorteggio
Il sorteggio degli ottavi di finale si è svolto il 20 dicembre 2012 a Nyon presso la sede ufficiale dell'UEFA. In fase di sorteggio sono state tenute presenti le seguenti regole:
- Ogni squadra arrivata prima nel proprio gruppo gioca contro una squadra arrivata seconda e viceversa.
- Squadre della stessa nazione o provenienti dallo stesso gruppo non possono affrontarsi.

Sono state sorteggiate per prime le non teste di serie, che giocheranno l'andata in casa.
| Gruppo | Testa di serie      | Non testa di serie |
| ------ | ------------------- | ------------------ |
| A      | Paris Saint-Germain | Porto              |
| B      | Schalke 04          | Arsenal            |
| C      | Malaga              | Milan              |
| D      | Borussia Dortmund   | Real Madrid        |
| E      | Juventus            | Šachtar            |
| F      | Bayern Monaco       | Valencia           |
| G      | Barcellona          | Celtic             |
| H      | Manchester Utd      | Galatasaray        |

##### Tabella riassuntiva
| Squadra 1   | Totale      | Squadra 2           | Andata | Ritorno |
| ----------- | ----------- | ------------------- | ------ | ------- |
| Galatasaray | 4 - 3       | Schalke 04          | 1 - 1  | 3 - 2   |
| Celtic      | 0 - 5       | Juventus            | 0 - 3  | 0 - 2   |
| Arsenal     | 3 - 3 (gfc) | Bayern Monaco       | 1 - 3  | 2 - 0   |
| Šachtar     | 2 - 5       | Borussia Dortmund   | 2 - 2  | 0 - 3   |
| Milan       | 2 - 4       | Barcellona          | 2 - 0  | 0 - 4   |
| Real Madrid | 3 - 2       | Manchester Utd      | 1 - 1  | 2 - 1   |
| Valencia    | 2 - 3       | Paris Saint-Germain | 1 - 2  | 1 - 1   |
| Porto       | 1 - 2       | Malaga              | 1 - 0  | 0 - 2   |

#### Quarti di finale

##### Sorteggio
Il sorteggio, senza limitazioni negli accoppiamenti, dei quarti di finale si è svolto il 15 marzo 2013 a Nyon presso la sede ufficiale dell'UEFA.
| Squadre             |
| ------------------- |
| Barcellona          |
| Bayern Monaco       |
| Borussia Dortmund   |
| Galatasaray         |
| Juventus            |
| Malaga              |
| Paris Saint-Germain |
| Real Madrid         |

##### Tabella riassuntiva
| Squadra 1           | Totale      | Squadra 2         | Andata | Ritorno |
| ------------------- | ----------- | ----------------- | ------ | ------- |
| Malaga              | 2 - 3       | Borussia Dortmund | 0 - 0  | 2 - 3   |
| Real Madrid         | 5 - 3       | Galatasaray       | 3 - 0  | 2 - 3   |
| Paris Saint-Germain | 3 - 3 (gfc) | Barcellona        | 2 - 2  | 1 - 1   |
| Bayern Monaco       | 4 - 0       | Juventus          | 2 - 0  | 2 - 0   |

#### Semifinali

##### Sorteggio
Il sorteggio per le semifinali si è svolto il 12 aprile 2013 a Nyon.
| Squadre           |
| ----------------- |
| Borussia Dortmund |
| Bayern Monaco     |
| Barcellona        |
| Real Madrid       |

##### Tabella riassuntiva
| Squadra 1         | Totale | Squadra 2   | Andata | Ritorno |
| ----------------- | ------ | ----------- | ------ | ------- |
| Bayern Monaco     | 7 - 0  | Barcellona  | 4 - 0  | 3 - 0   |
| Borussia Dortmund | 4 - 3  | Real Madrid | 4 - 1  | 0 - 2   |

#### Finale
| Arbitro: | Nicola Rizzoli |

|                     |           |                          |
| Gündoğan 68’ (rig.) | Marcatori | 60’ Mandžukić 89’ Robben |

| Borussia Dortmund | Bayern Monaco |

| Borussia Dortmund (4-2-3-1) | Borussia Dortmund (4-2-3-1) | Borussia Dortmund (4-2-3-1) | Borussia Dortmund (4-2-3-1) |       |
| --------------------------- | --------------------------- | --------------------------- | --------------------------- | ----- |
| P                           | 1                           | Roman Weidenfeller (c)      |                             |       |
| D                           | 26                          | Łukasz Piszczek             |                             |       |
| D                           | 4                           | Neven Subotić               |                             |       |
| D                           | 15                          | Mats Hummels                |                             |       |
| D                           | 29                          | Marcel Schmelzer            |                             |       |
| C                           | 6                           | Sven Bender                 |                             | 90+2’ |
| C                           | 8                           | İlkay Gündoğan              |                             |       |
| C                           | 16                          | Jakub Błaszczykowski        |                             | 90’   |
| C                           | 11                          | Marco Reus                  |                             |       |
| C                           | 19                          | Kevin Großkreutz            | 73’                         |       |
| A                           | 9                           | Robert Lewandowski          |                             |       |
| Sostituzioni:               |                             |                             |                             |       |
| P                           | 20                          | Mitchell Langerak           |                             |       |
| D                           | 27                          | Felipe Santana              |                             |       |
| C                           | 21                          | Oliver Kirch                |                             |       |
| C                           | 5                           | Sebastian Kehl              |                             |       |
| C                           | 7                           | Moritz Leitner              |                             |       |
| C                           | 18                          | Nuri Şahin                  |                             | 90+2’ |
| A                           | 23                          | Julian Schieber             |                             | 90’   |
| Allenatore:                 |                             |                             |                             |       |
| Jürgen Klopp                |                             |                             |                             |       |

| Bayern Monaco (4-2-3-1) | Bayern Monaco (4-2-3-1) | Bayern Monaco (4-2-3-1) | Bayern Monaco (4-2-3-1) |       |
| ----------------------- | ----------------------- | ----------------------- | ----------------------- | ----- |
| P                       | 1                       | Manuel Neuer            |                         |       |
| D                       | 21                      | Philipp Lahm (c)        |                         |       |
| D                       | 17                      | Jérôme Boateng          |                         |       |
| D                       | 4                       | Dante                   | 29’                     |       |
| D                       | 27                      | David Alaba             |                         |       |
| C                       | 8                       | Javi Martínez           |                         |       |
| C                       | 31                      | Bastian Schweinsteiger  |                         |       |
| C                       | 10                      | Arjen Robben            |                         |       |
| C                       | 25                      | Thomas Müller           |                         |       |
| C                       | 7                       | Franck Ribéry           | 73’                     | 90+1’ |
| A                       | 9                       | Mario Mandžukić         |                         | 90+4’ |
| Sostituzioni:           |                         |                         |                         |       |
| P                       | 22                      | Tom Starke              |                         |       |
| D                       | 5                       | Daniel Van Buyten       |                         |       |
| C                       | 11                      | Xherdan Shaqiri         |                         |       |
| C                       | 30                      | Luiz Gustavo            |                         | 90+1’ |
| C                       | 44                      | Anatoliy Tymoshchuk     |                         |       |
| A                       | 14                      | Claudio Pizarro         |                         |       |
| A                       | 33                      | Mario Gómez             |                         | 90+4’ |
| Allenatore:             |                         |                         |                         |       |
| Jupp Heynckes           |                         |                         |                         |       |

| Uomo partita UEFA: Arjen Robben (Bayern Monaco) Uomo partita dei tifosi: Manuel Neuer (Bayern Monaco) |

## Classifica marcatori
Sono escluse le gare dei turni preliminari.
| Gol |  | Minuti giocati | Giocatore           | Squadra             |
| --- |  | -------------- | ------------------- | ------------------- |
| 12  |  | 1080'          | Cristiano Ronaldo   | Real Madrid         |
| 10  |  | 1094'          | Robert Lewandowski  | Borussia Dortmund   |
| 8   |  | 767'           | Burak Yılmaz        | Galatasaray         |
| 8   |  | 826'           | Lionel Messi        | Barcellona          |
| 8   |  | 1049'          | Thomas Müller       | Bayern Monaco       |
| 5   |  | 449'           | Oscar               | Chelsea             |
| 5   |  | 451'           | Jonas               | Valencia            |
| 5   |  | 492'           | Alan                | Braga               |
| 5   |  | 532'           | Karim Benzema       | Real Madrid         |
| 5   |  | 572'           | Ezequiel Lavezzi    | Paris Saint-Germain |
| 4   |  | 248'           | Claudio Pizarro     | Bayern Monaco       |
| 4   |  | 313'           | Kōstas Mītroglou    | Olympiacos          |
| 4   |  | 379'           | Fabio Quagliarella  | Juventus            |
| 4   |  | 505'           | Lukas Podolski      | Arsenal             |
| 4   |  | 525'           | Willian             | Šachtar             |
| 4   |  | 536'           | Klaas-Jan Huntelaar | Schalke 04          |
| 4   |  | 556'           | Eliseu              | Malaga              |
| 4   |  | 598'           | Roberto Soldado     | Valencia            |
| 4   |  | 1082'          | Marco Reus          | Borussia Dortmund   |

## Premi UEFA
Il montepremi della competizione ammonta a 910,3 milioni di euro (500,7 di premi fissi, 409,6 di market pool televisivo), così suddiviso:
- Squadre qualificate ai play-off: 2,1 milioni;
- Partecipazione ai gruppi: 8,6 milioni;
- Vittoria nei gruppi: 1 milione;
- Pareggio nei gruppi: 500000 €;
- Ottavi di finale: 3,5 milioni;
- Quarti di finale: 3,9 milioni;
- Semifinali: 4,9 milioni;
- Finalista perdente: 6,5 milioni;
- Campione: 10,5 milioni.

Complessivamente, di soli premi fissi, la vincente della Champions può ricavare fino a 39,5 milioni di euro, senza contare la parte del “market pool” che per i principali paesi può permettere di raddoppiare la cifra.